# Каранаєво (Мечетлінський район)
Карана́єво (рос. Каранаево, башк. Ҡаранай) — присілок у складі Мечетлінського району Башкортостану, Росія. Входить до складу Дуван-Мечетлінської сільської ради.
Населення — 170 осіб (2010; 185 в 2002).
Національний склад:
- башкири — 100 %